# Захист прав дитини в Україні
Захист прав дитини в Україні — сукупність юридичних, державних, громадсько-суспільних заходів, спрямованих на всеохопний захист прав дітей, що проживають, або народилися в Україні.

## Мета
Діти мають усі природні права людини незалежно від свого віку та будь-яких інших обставин. «Всі люди народжуються вільними і рівними у своїй гідності та правах» (ст. 1 Загальної декларації прав людини ООН 1948). Але діти, зважаючи на їх стан розвитку, потребують особливого піклування про їх здоров'я, гідність та безпеку, захист права на належні умови життя та  освіти.
Держава, суспільство, сім'я мають забезпечити якнайкращий фізичний, інтелектуальний та духовний розвиток дітей, здійснюючи розвиток культури і спорту, дбаючи про належний стан закладів здоров'я та медичної допомоги, формуючи  ефективну освітню траєкторію, створювати належні умови для розвитку її природних здібностей, готувати її до самостійного життя та праці.
Держава повинна гарантувати  дитині право на гідність, рівень життя, достатній для її фізичного, інтелектуального, морального, культурного, духовного і соціального розвитку, на охорону здоров'я, безоплатну кваліфіковану медичну допомогу в державних і комунальних закладах охорони здоров'я, сприяти  створенню безпечних умов для життя і здорового розвитку дитини, раціонального харчування, формуванню навичок здорового способу життя.
Захист і охорона дитинства — система правових, медичних, виховних, просвітницьких, організаційних, фінансово-економічних та інших заходів, спрямованих на забезпечення належних умов життя та захист здоров'я дитини (особа віком до 18 років), забезпечення права на здобуття освіти, спеціальний захист і можливості та сприятливі умови, які дозволили б їй розвиватися фізично, розумово, морально, духовно та у соціальному відношенні здоровим і нормальним шляхом і в умовах свободи та гідності, гармонійний її розвиток та створення умов  доступу до реалізації можливостей творчої діяльності і здібностей.
В Україні День захисту дітей відзначається   щорічно 1 червня відповідно до Указу Президента України  N 568/98 «Про День захисту дітей». Всесвітній день дитини відзначається 20 листопада, в день прийняття Декларації прав дитини Генеральною Асамблеєю ООН в 1959 році.

## Захист прав дитини в міжнародних правових актах
Захисту прав дитини приділяється значна увага в міжнародних правових актах, зокрема, в Міжнародному пакті про економічні, соціальні і культурні права, Конвенції ООН про права дитини.
Згідно ст. 11 Міжнародного пакту про економічні, соціальні і культурні права кожна людина має право на достатній життєвий рівень для нього і його сім'ї, що включає достатнє харчування, одяг та житло, право на безперервне покращення умов життя.
Дитина, перш за все, має право на достатній рівень життя  та на  свободу від   голоду, що забезпечує можливість людині гідно існувати та реалізовувати свої здібності.
У Міжнародному пакті про економічні, соціальні та культурні права  визначається: «Держави, які беруть участь у цьому Пакті, визнають, що:
1. Сім'ї, яка  є природним і основним осередком суспільства, повинні надаватися по можливості якнайширша  охорона і  допомога, особливо  при її  утворенні  і поки на її відповідальності лежить турбота про несамостійних дітей  та  їх виховання.  Шлюб  повинен укладатися за вільною згодою тих, хто одружується.
2. Особлива охорона повинна надаватися матерям протягом розумного періоду до і після пологів. Протягом цього періоду працюючим матерям повинна надаватись  оплачувана відпустка або відпустка з достатньою допомогою по соціальному забезпеченню.
3. Особливих заходів охорони і допомоги має вживатися щодо всіх дітей і  підлітків без будь-якої дискримінації за ознакою сімейного походження чи за іншою ознакою.  Дітей і  підлітків має бути захищено від економічної і соціальної  експлуатації. Застосування їх праці в галузі, шкідливій для  їх моральності  і здоров'я чи небезпечній для життя або такій, що може завдати шкоди їх нормальному розвитку, повинно бути  каране за  законом. Крім того, держави повинні встановити межі віку, нижче яких користування платною  дитячою працею  забороняється  і карається законом». (ст. 10 Міжнародного пакту про економічні, соціальні і культурні права).
Конвенція ООН про права дитини (прийнята ООН 20 листопада 1989 р. зі змінами, схваленими резолюцією 50/155 Генеральної Асамблеї ООН від 21 грудня 1995 року), крім загальних прав людини, враховуючи, що діти мають право на особливе піклування і допомогу, відмічає особливі права та свободи дитини, зокрема визначає, що кожна дитина має право:
- на невід'ємне право на життя, а відповідно держави забезпечують у максимально можливій мірі виживання і здоровий розвиток дитини;
- на ім'я, набуття і збереження громадянства, а також право знати своїх батьків і право на їх піклування;
- не розлучатися з батьками всупереч їх бажанню;
- право дитини, здатної сформулювати власні погляди, вільно висловлювати ці погляди з усіх питань, що стосуються дитини, причому поглядам дитини приділяється належна увага згідно з її віком і зрілістю;
- право на свободу думки, слова совісті та релігії;
- на захист від  свавільного або незаконного втручання в здійснення її права на особисте і сімейне життя, недоторканність житла, таємницю кореспонденції або незаконного посягання на її честь і гідність;
- право на свободу пошуку та використання інформації, особливо інформації і матеріалів, які спрямовані на сприяння соціальному, духовному і моральному благополуччю, а також здоровому фізичному і психічному розвитку дитини;
- право на користування найбільш досконалими послугами системи охорони здоров'я та засобами лікування хвороб і відновлення здоров'я та благами соціального забезпечення;
- на рівень життя, необхідний для фізичного, розумового, духовного, морального і соціального розвитку дитини; право на отримання освіти та користування здобутками культури (держави з метою поступового досягнення здійснення цього права на підставі рівних можливостей, зокрема, вводять безплатну й обов'язкову початкову освіту);
- право захисту від економічної експлуатації та від виконання будь-якої роботи, яка може становити небезпеку для здоров'я, бути перешкодою в одержанні нею освіти чи завдавати шкоди її здоров'ю, фізичному, розумовому, духовному, моральному та соціальному розвитку;
- на захист від усіх форм сексуальної експлуатації та сексуальних розбещень, від експлуатації та насилля, нелюдським або принижуючим гідність видам поводження. Дитина має право на захист закону від  будь-якого незаконного втручання або посягання на її права і свободи.

Держави-учасниці забороняють  торгівлю дітьми, дитячу проституцію і дитячу  порнографію. Держави вживають усіх необхідних законодавчих, адміністративних, соціальних і просвітніх заходів з метою захисту дитини від усіх форм фізичного та психологічного насильства, образи чи зловживань, відсутності піклування чи недбалого і брутального поводження та експлуатації, включаючи сексуальні зловживання, з боку батьків, законних опікунів чи будь-якої іншої особи, яка турбується про дитину.
Україною також ратифіковано: Конвенцію про цивільно-правові аспекти міжнародного викрадення дітей, 1980р (https://zakon.rada.gov.ua/laws/show/995_188#Text ) ;  Конвенцію про стягнення аліментів за кордоном, 1956 р. (https://zakon.rada.gov.ua/laws/show/995_425#Text )
Конвенцію про визнання і виконання рішень стосовно зобов'язань про утримання, 1973 р. (https://zakon.rada.gov.ua/laws/show/973_001#Text )
Але міжнародні правові інституції працюють ще не досить ефективно, а юридична наука ще недостатньо уваги приділяє актуальним проблемам захисту прав дітей.

## Захист прав дитини за законодавством України
Згідно ст. 52 Конституція України «Діти рівні у своїх правах незалежно від походження, а також від того, народжені вони у шлюбі чи поза ним. Будь-яке насильство над дитиною та її експлуатація переслідуються за законом. Утримання та виховання дітей-сиріт і дітей, позбавлених батьківського піклування, покладається на державу. Держава заохочує і підтримує благодійницьку діяльність щодо дітей».
Батьки  за приписами ст. 51 Конституції України зобов'язані утримувати дітей до їх повноліття. Сім'я, дитинство, материнство і батьківство охороняються державою.
Згідно з ст. 10 Закону України «Про охорону дитинства» кожній дитині гарантується право на свободу, особисту недоторканність та захист гідності. Дисципліна і порядок у сім'ї, навчальних та інших дитячих закладах мають забезпечуватися на принципах, що грунтуються на взаємоповазі, справедливості і виключають приниження честі та гідності дитини.
Держава здійснює захист дитини від:
- усіх форм домашнього насильства та інших проявів жорстокого поводження з дитиною, експлуатації, включаючи сексуальне насильство, у тому числі з боку батьків або осіб, які їх замінюють;
- втягнення у злочинну діяльність, залучення до вживання алкоголю, наркотичних засобів і психотропних речовин; залучення до екстремістських релігійних психокультових угруповань та течій, використання її для створення та розповсюдження порнографічних матеріалів, примушування до проституції, жебрацтва, бродяжництва, втягнення до азартних ігор".

Кожна дитина має право на вільнодумство, вільний доступ до джерел знань та до культури. Кожна дитина має право на вільне  висловлювання особистої думки, формування власних поглядів, розвиток власної суспільної активності, отримання інформації, що відповідає її віку. Це право включає свободу розшукувати, одержувати, використовувати, поширювати та зберігати інформацію в усній, письмовій чи іншій формі, за допомогою творів мистецтва, літератури, засобів масової інформації, засобів зв'язку (комп'ютерної, телефонної мережі тощо) чи інших засобів на вибір дитини. Їй забезпечується доступ до інформації та матеріалів з різних національних і міжнародних джерел, особливо тих, які сприяють здоровому фізичному і психічному розвитку, соціальному, духовному та моральному благополуччю (ст. 9 Закону України «Про охорону дитинства»).
Держава через органи опіки і піклування, служби у справах дітей, центри соціальних служб для сім'ї, дітей та молоді, колцентр з питань запобігання та протидії домашньому насильству, насильству за ознакою статі та насильству стосовно дітей у порядку, встановленому законодавством, надає дитині та особам, які піклуються про неї, необхідну допомогу у запобіганні та виявленні випадків жорстокого поводження з дитиною, передачі інформації про ці випадки для розгляду до відповідних уповноважених законом органів для проведення розслідування і вжиття заходів щодо припинення насильства. Дитина вправі особисто звернутися до органу опіки та піклування, служби у справах дітей, центрів соціальних служб для сім'ї, дітей та молоді, кол-центру з питань запобігання та протидії домашньому насильству, насильству за ознакою статі та насильству стосовно дітей, інших уповноважених органів за захистом своїх прав, свобод і законних інтересів.
Діти мають право на працю та належну винагороду за її здійснення. Але вік, з якого допускається прийняття дитини на роботу, становить 16 років. Діти, які досягли 15-річного віку, можуть прийматися на роботу, що не завдає шкоди їх здоров'ю і навчанню, за згодою одного з батьків або особи, яка замінює батьків. Забороняється залучення дітей до найгірших форм дитячої праці, участі у важких роботах і роботах з шкідливими або небезпечними умовами праці, а також на підземних роботах та до праці понад встановлений законодавством скорочений робочий час.
Держава бере на себе обов'язок забезпечення належних умов для гарантування безпеки, охорони здоров'я, навчання, виховання, фізичного, психічного, соціального, духовного та інтелектуального розвитку дітей, їх соціально-психологічної адаптації та активної життєдіяльності, зростання в сімейному оточенні в атмосфері миру, гідності, взаємоповаги, свободи та рівності; організацію безкоштовного харчування дітей-сиріт, дітей, позбавлених батьківського піклування, дітей з особливими освітніми потребами, які навчаються у спеціальних і інклюзивних класах, та учнів 1-4 класів загальноосвітніх навчальних закладів із сімей, які отримують допомогу відповідно до Закону України «Про державну соціальну допомогу малозабезпеченим сім'ям».
Сім'я є природним середовищем для фізичного, духовного, інтелектуального, культурного, соціального розвитку дитини, її матеріального забезпечення і несе відповідальність за створення належних умов для цього. Кожна дитина має право на проживання в сім'ї разом з батьками або в сім'ї одного з них та на піклування батьків. Батько і мати мають рівні права та обов'язки щодо своїх дітей. Предметом основної турботи та основним обов'язком батьків є забезпечення інтересів своєї дитини (ст. 11 Закону України «Про охорону дитинства»).
Багатодітним сім'ям, згідно ст. 13 Закону України «Про охорону дитинства» надаються  пільги:
1) 50-відсоткова знижка плати за користування житлом (квартирна плата) в межах норм, передбачених чинним законодавством (21 кв. метр загальної площі житла на кожного члена сім'ї, який постійно проживає в жилому приміщенні (будинку), та додатково 10,5 кв. метра на сім'ю);
2) 50-відсоткова знижка плати за користування комунальними послугами (газопостачання, електропостачання та інші послуги) та вартості скрапленого балонного газу для побутових потреб у межах норм, визначених законодавством.
Площа житла, на яку надається знижка при розрахунках плати за опалення, становить 21 кв. метр опалюваної площі на кожного члена сім'ї, який постійно проживає в жилому приміщенні (будинку), та додатково 10,5 кв. метра на сім'ю;
3) 50-відсоткова знижка вартості палива, у тому числі рідкого, в межах норм, визначених законодавством, у разі якщо відповідні будинки не мають центрального опалення.
Діти мають право на працю та належну винагороду за її здійснення. Але вік, з якого допускається прийняття дитини на роботу, становить 16 років. Діти, які досягли 15-річного віку, можуть прийматися на роботу, що не завдає шкоди їх здоров'ю і навчанню, за згодою одного з батьків або особи, яка замінює батьків. Забороняється залучення дітей до найгірших форм дитячої праці, участі у важких роботах і роботах з шкідливими або небезпечними умовами праці, а також на підземних роботах та до праці понад встановлений законодавством скорочений робочий час.
У 2022 році Кабінет Міністрів України Постановою від 19 січня 2022 р. № 23 ухвалив рішення про створення Державної служби України у справах дітей  як центрального органу виконавчої влади із спеціальним статусом, діяльність якого спрямовується і координується Кабінетом Міністрів України і який забезпечує формування та реалізує державну політику у сфері усиновлення та захисту прав дітей.
Законодавством передбачаються додаткові заходи захисту прав дітей з інвалідністю та особливими потребами, а також захист дітей, які перебувають у зоні воєнних дій і збройних конфліктів, та дітей, які постраждали внаслідок воєнних дій і збройних конфліктів, або стали біженцями  (ст. 26- 32 Закону України «Про охорону дитинства»).
Зокрема, 22 травня 2022 року Законом України № 2267, слушно для існуючої соціально-політичної ситуації в державі, доповнено  Закон України «Про охорону дитинства», ст. 30-1,  якою передбачаються, що у разі переміщення, у тому числі за кордон з метою евакуації під час дії надзвичайного або воєнного стану в Україні, для таких дітей, патронатні вихователі є законними представниками таких дітей (крім повноважень щодо вчинення від імені та в інтересах дитини правочинів, пов'язаних із житловими та майновими правами, надання згоди на усиновлення та зміну громадянства дитини) до повернення такої дитини в Україну або до її возз'єднання з сім'єю".
Регулювання сімейних відносин здійснюється з дотриманням засади пріоритету сімейного виховання дитини, взяття під охорону кожну дитину-сироту і дитину, позбавлену батьківського піклування, забезпечення кожної можливістю духовного та фізичного розвитку.
У Сімейному кодексі України:
Батьки зобов'язані утримувати дитину до досягнення нею повноліття. Батьки зобов'язані виховувати дитину в дусі поваги до прав та свобод інших людей, любові до своєї сім'ї та родини, свого народу, своєї Батьківщини. Батьки зобов'язані піклуватися про здоров'я дитини, її фізичний, духовний та моральний розвиток. Батьки зобов'язані забезпечити здобуття дитиною повної загальної середньої освіти, готувати її до самостійного життя. Батьки зобов'язані поважати дитину. Передача дитини на виховання іншим особам не звільняє батьків від обов'язку батьківського піклування щодо неї. Забороняються будь-які види експлуатації батьками своєї дитини. Забороняються фізичні покарання дитини батьками, а також застосування ними інших видів покарань, які принижують людську гідність дитини (ст. 150—180 Сімейного кодексу України).
Деталізацією і конкретизацією норм цивільного і сімейного законодавства щодо опіки і піклування є Правила опіки і піклування, затверджені спільним Наказом Міносвіти, Міністерства охорони здоров'я, Мінпраці і соціальної політики. Цей нормативний акт не тільки визначає систему органів опіки і піклування, а й встановлює їх повноваження по розгляду відповідних справ, процедурні відносини діяльності. Цивільний процесуальний кодекс України регулює провадження у справах за сімейними спорами, усиновлення, позбавлення батьківських прав, встановлення фактів, що мають юридичне значення. Норми міжнародно-правового регулювання також містять джерельну базу регулювання сімейних відносин.
Кожна дитина має право на вільнодумство, вільний доступ до джерел знань та до культури. Кожна дитина має право на вільне  висловлювання особистої думки, формування власних поглядів, розвиток власної суспільної активності, отримання інформації, що відповідає її віку. Це право включає свободу розшукувати, одержувати, використовувати, поширювати та зберігати інформацію в усній, письмовій чи іншій формі, за допомогою творів мистецтва, літератури, засобів масової інформації, засобів зв'язку (комп'ютерної, телефонної мережі тощо) чи інших засобів на вибір дитини. Їй забезпечується доступ до інформації та матеріалів з різних національних і міжнародних джерел, особливо тих, які сприяють здоровому фізичному і психічному розвитку, соціальному, духовному та моральному благополуччю (ст. 9 Закону України «Про охорону дитинства»).  
Батьківські права не можуть здійснюватися всупереч інтересам дитини. Дитина має право противитися неналежному виконанню батьками своїх обов'язків щодо неї.  Дитина має право звернутися за захистом своїх прав та інтересів до органу опіки та піклування, інших органів державної влади, органів місцевого самоврядування та громадських організацій. Дитина має право звернутися за захистом своїх прав та інтересів безпосередньо до суду, якщо вона досягла чотирнадцяти років (ст. 142—155 Сімейного кодексу України).
В законодавсті про право на освіту.
Держава гарантує усім громадянам України та іншим особам, які перебувають в Україні на законних підставах, а також кожній дитині незалежно від підстав її перебування в Україні право на безоплатне здобуття повної загальної середньої освіти відповідно до стандартів освіти у державних і комунальних навчальних закладах (ч.3 ст. 4, ст. 12  Закону України «Про освіту» (2017); ст. 6 Закону України «Про загальну середню освіту»).
Здобуття загальної середньої освіти забезпечують: а)         початкова школа — заклад освіти I ступеня (або структурний підрозділ іншого закладу освіти), що забезпечує початкову освіту;
б)        гімназія — заклад середньої освіти II ступеня (або структурний підрозділ іншого закладу освіти), що забезпечує базову середню освіту;
в)         ліцей — заклад середньої освіти III ступеня (або структурний підрозділ іншого закладу освіти), що забезпечує профільну середню освіту.
Здобуття повної загальної середньої освіти забезпечують також такі заклади освіти: г)         спеціальна школа — заклад загальної середньої освіти для дітей, які потребують корекції фізичного та/або розумового розвитку;
д)        санаторна школа — заклад загальної середньої освіти з відповідним профілем для дітей, які потребують тривалого лікування;
е)         школа соціальної реабілітації — заклад загальної середньої освіти для дітей, які відповідно до рішення суду потребують особливих умов виховання;
ж)        навчально-реабілітаційний центр — заклад загальної середньої освіти для дітей з особливими освітніми потребами, зумовленими складними порушеннями розвитку.
Здобуття загальної середньої освіти також можуть забезпечувати заклади професійної (професійно-технічної), фахової передвищої, вищої освіти та інші заклади освіти, зокрема міжшкільні ресурсні центри (міжшкільні навчально-виробничі комбінати).
Особам з обмеженими можливостями має бути гарантоване право на інклюзивну освіту на всіх рівнях, незалежно від віку, без дискримінації та на основі рівних можливостей.
Виховання та навчання дітей з особливими потребами обумовлює необхідність створення для цього сприятливих умов для розвитку дитини. Держава бере на себе обов'язок забезпечення корекційно-розвиткових та психолого-педагогічних послуг (допомоги) вихованцям/учням з особливими освітніми потребами.
Кабінет Міністрів України Постановою від 28 жовтня 2021 р. № 1160 затвердив «Порядок надання освітніх послуг особам, які здобувають дошкільну чи повну загальну середню освіту та перебувають на стаціонарному лікуванні або яким надається реабілітаційна допомога в закладах охорони здоров'я» та  "Статут державної установи «Школа супергероїв».   Постанова набирає чинності в цілому з 1 січня 2022 р. Згідно з  постановою діти, які перебувають у закладі охорони здоров'я більше, ніж один навчальний рік та мають особливі освітні потреби, забезпечуються освітнім центром Школи корекційно-розвитковими та/або психолого-педагогічними послугами (допомогою) відповідно до індивідуальної програми розвитку. Освітній простір освітнього центру Школи має бути облаштована для надання освітніх послуг кімната (частина кімнати), що призначена для надання освітніх послуг, проведення уроків та занять, розвитку учнів, зокрема з особливими освітніми потребами, гармонізації їх психоемоційного стану та психологічного розвантаження, надання (проведення) індивідуальних та/або групових психолого-педагогічних та корекційно-розвиткових послуг (занять), проведення виховних заходів. Всі освітні послуги, корекційно-розвиткові та психолого-педагогічні послуги (допомога), реабілітаційні заходи та консультативна допомога надаються працівниками Школи або залученими на підставі цивільно-правових договорів фахівцями на безоплатній основі та фінансуються за рахунок бюджету Школи. Фінансування Школи здійснюється за рахунок коштів державного бюджету.
Постановою Кабінету Міністрів України від 3 листопада 2021 р. № 1268 затверджений «Порядок організації надання реабілітаційної допомоги у сфері охорони здоров'я», яким визначається організація надання реабілітаційної допомоги у сфері охорони здоров'я особам з обмеженнями повсякденного функціонування, особам з інвалідністю, дітям з інвалідністю, тобто особам, які потребують реабілітації. Для ефективної реабілітаційної діяльності передбачається застосування різних інноваційних технологій та методів реабілітації: кабінет асистивних технологій, надання комплексної допомоги мультидисциплінарними реабілітаційними командами, до складу яких входять лікарі фізичної та реабілітаційної медицини, фізичні терапевти, ерготерапевти, терапевти мови та мовлення, протезисти-ортезисти, психологи, психотерапевти, сестри медичні з реабілітації, асистенти фізичних терапевтів та асистенти ерготерапевтів.
Додаткові гарантії прав неповнолітніх передбачені главою 38 Кримінального процесуального кодексу України — «Кримінальне провадження щодо неповнолітніх».  
Для забезпечення прав дитини, важливо удосконалювати державне регулювання забезпечення захисту суспільної моралі. Держава має не забезпечувати «встановлення контролю за обігом продукції, що становить загрозу суспільній моралі», а протидіяти обігу такої продукції. Наразі  надважливою проблемою є забезпечення протидії інформаційному тероризму, що особливо актуально по відношенню до дитини.  Достатній рівень життя, фізична, інформаційна та екологічна безпека, що забезпечує можливість людині гідного існування та реалізації своїх здібностей, є невід'ємним правом дитини.

## Захист і охорона дитинства в нормах адміністративного та кримінального права
Порушення права на отримання освіти, незаконна відмова у прийнятті до навчального закладу будь-якої форми власності, — карається відповідно до ст. 183 Кримінального Кодексу України  штрафом до однієї тисячі неоподатковуваних мінімумів доходів громадян з позбавленням права обіймати певні посади чи займатися певною діяльністю на строк до трьох років. Незаконна вимога оплати за навчання у державних чи комунальних навчальних закладах — карається штрафом до однієї тисячі неоподатковуваних мінімумів доходів громадян або обмеженням волі на строк до трьох років, або позбавленням волі на той самий строк, з позбавленням права обіймати певні посади чи займатися певною діяльністю на строк до трьох років.
Відповідно до Закону України «Про запобігання та протидію домашньому насильству», домашнє насильство — діяння (дії або бездіяльність) фізичного, сексуального, психологічного або економічного насильства, що вчиняються в сім'ї чи в межах місця проживання або між родичами, або між колишнім чи теперішнім подружжям, або між іншими особами, які спільно проживають (проживали) однією сім'єю, але не перебувають (не перебували) у родинних відносинах чи у шлюбі між собою, незалежно від того, чи проживає (проживала) особа, яка вчинила домашнє насильство, у тому самому місці, що й постраждала особа, а також погрози вчинення таких діянь (ст. 1); основними напрямами реалізації державної політики у сфері запобігання та протидії домашньому насильству є: 1) запобігання домашньому насильству; 2) ефективне реагування на факти домашнього насильства шляхом запровадження механізму взаємодії суб'єктів, що здійснюють заходи у сфері запобігання та протидії домашньому насильству; 3) надання допомоги та захисту постраждалим особам, забезпечення відшкодування шкоди, завданої домашнім насильством; 4) належне розслідування фактів домашнього насильства, притягнення кривдників до передбаченої законом відповідальності та зміна їхньої поведінки (ст. 5).
Статтею 173-2 Кодексу України про адміністративні правопорушення передбачено: «Вчинення домашнього насильства, насильства за ознакою статі, тобто умисне вчинення будь-яких діянь (дій або бездіяльності) фізичного, психологічного чи економічного характеру (застосування насильства, що не спричинило тілесних ушкоджень, погрози, образи чи переслідування, позбавлення житла, їжі, одягу, іншого майна або коштів, на які потерпілий має передбачене законом право, тощо), внаслідок чого могла бути чи була завдана шкода фізичному або психічному здоров'ю потерпілого, а так само невиконання термінового заборонного припису особою, стосовно якої він винесений, або неповідомлення уповноваженим підрозділам органів Національної поліції України про місце свого тимчасового перебування в разі його винесення, — тягнуть за собою накладення штрафу від десяти до двадцяти неоподатковуваних мінімумів доходів громадян або громадські роботи на строк від тридцяти до сорока годин, або адміністративний арешт на строк до семи діб».
Кримінальноий Кодекс України містить низку статей, що передбачають кримінальну відповідальність за вчинення кримінальних правопорушень  проти дитини, відносно дитини чи з залученням дитини. 
Зокрема, згідно з ч. 2 ст. 136 КК України ненадання допомоги малолітньому, який завідомо перебуває в небезпечному для життя стані, при можливості надати таку допомогу або неповідомлення про такий стан дитини належним установам чи особам — караються штрафом від п'ятисот до тисячі неоподатковуваних мінімумів доходів громадян або арештом на строк до шести місяців, або обмеженням волі на строк до трьох років, або позбавленням волі на той самий строк. 
Згідно з ч. 1 ст. 137 КК України «Невиконання або неналежне виконання професійних чи службових обов'язків щодо охорони життя та здоров'я неповнолітніх внаслідок недбалого або несумлінного до них ставлення, якщо це спричинило істотну шкоду здоров'ю потерпілого, — карається штрафом від однієї тисячі до чотирьох тисяч неоподатковуваних мінімумів доходів громадян або обмеженням волі на строк до трьох років, або позбавленням волі на той самий строк, з позбавленням права обіймати певні посади чи займатися певною діяльністю на строк до трьох років або без такого».
Кримінальним Кодексом України також передбачена кримінальна відповідальність за:
- незаконне проведення медико-біологічних, психологічних або інших дослідів над дитиною (ч. 2 ст. 142);
- незаконне позбавлення волі або викрадення людини вчинені щодо малолітнього (ч.2 ст. 146);
- захоплення або тримання неповнолітнього  як заручника (ч.2 ст. 1347);
- торгівля людиною, вчинені щодо неповнолітнього (ч. 2 ст. 149); зґвалтування неповнолітньої особи (ч. 3 ст. 152); сексуальне насильство щодо неповнолітньої особи (ч.3 ст. 153);
- грубе порушення законодавства про працю, вчинені щодо неповнолітнього, вагітної жінки, одинокого батька, матері або особи, яка їх замінює і виховує дитину віком до 14 років або дитину з інвалідністю (ч.2 ст. 172);
- організація або керівництво групою, діяльність якої здійснюється під приводом проповідування релігійних віровчень чи виконання релігійних обрядів і поєднана із заподіянням шкоди здоров'ю людей або статевою розпустою, поєднані із втягуванням у діяльність групи неповнолітніх (ч.2 ст. 181);
- примушування неповнолітніх до участі у створенні творів, що пропагують культ насильства і жорстокості, расову, національну чи релігійну нетерпимість та дискримінацію (ч. 3 ст.300);
- збут неповнолітнім чи розповсюдження серед них творів, зображень або інших предметів порнографічного характеру (ч. 2 ст. 301); створення або утримання місць розпусти і звідництво, вчинені із залученням неповнолітнього (ч. 3 ст.302);
- сутенерство або втягнення особи в заняття проституцією, вчинені щодо неповнолітнього (ч. 3 ст. 303);
- незаконне виробництво, виготовлення, придбання, зберігання, перевезення чи пересилання з метою збуту, а також незаконний збут наркотичних засобів, психотропних речовин або їх аналогів, вчинені із залученням малолітнього або щодо малолітнього (ч. 3 ст.307);
- схиляння до вживання наркотичних засобів, психотропних речовин або їх аналогів, вчинене  щодо неповнолітнього (ч.2 ст. 315), тощо.

- підміна чужої дитини, вчинена з корисливих або інших особистих мотивів, — карається обмеженням волі на строк до п'яти років або позбавленням волі на той самий строк (ст. 148);
- експлуатація дитини, яка не досягла віку, з якого законодавством дозволяється працевлаштування, шляхом використання її праці(ст. 150); використання малолітньої дитини для заняття жебрацтвом (ст. 150-1);
- вчинення дій сексуального характеру з особою, яка не досягла шістнадцятирічного віку (ст.155); розбещення неповнолітніх (ст. 155); домагання дитини для сексуальних цілей (156-1.);
- ухилення від сплати аліментів на утримання дітей (ст. 164); злісне невиконання батьками, опікунами чи піклувальниками встановлених законом обов'язків по догляду за дитиною або за особою, щодо якої встановлена опіка чи піклування, що спричинило тяжкі наслідки (ст. 166);
- незаконна посередницька діяльність або інші незаконні дії щодо усиновлення (удочеріння) дитини, передачі її під опіку (піклування) чи на виховання в сім'ю громадян (ст. 169);
- примушування неповнолітньої особи до участі у створенні дитячої порнографії караються позбавленням волі від восьми до дванадцяти років з позбавленням права обіймати певні посади чи займатися певною діяльністю до трьох років (ч. 3 ст.301-1);
- проведення видовищного заходу сексуального характеру за участю неповнолітньої особи (ст. 301-2); втягнення неповнолітніх у протиправну діяльність (ст. 304);
- спонукання неповнолітніх до застосування допінгу (ст. 323);
- схиляння неповнолітніх до вживання одурманюючих засобів (ст. 324).

Згідно із статтею 67 КК України до обставин, що обтяжують відповідальність за вчинення кримінального правопорушення, належать кримінальні правопорушення, які вчинені  щодо  малолітньої дитини, або у присутності дитини, або з використанням малолітнього.

## Основні нормативні акти
Конституція України: прийнята Верховною Радою України 28 червня 1996 р. Відомості Верховної Ради України. 1996. № 30. Ст. 141.Зі змінами, внесеними згідно із законами України . URL:  https://zakon.rada.gov.ua/laws/show/254к/96-вр
Конвенція про захист прав людини і основоположних свобод . Зі змінами та доповненнями, внесеними Протоколом № 11 від 11 травня 1994 року, Протоколом № 14 від 13 травня 2004 року — Протокол № 16 від 02.10.2013. Конвенцію ратифіковано законом № 475/97-ВР від 17.07.97. Офіційний вісник України. 1998. № 13. URL:  https://zakon.rada.gov.ua/laws/show/995_004
Міжнародний пакт про економічні, соціальні і культурні права. Прийнятий 16 грудня 1966 року Генеральною Асамблеєю ООН.
Конвенція ООН про права дитини.
Декларація прав дитини. Прийнята резолюцією 1386 (ХIV) Генеральної Асамблеї ООН від 20 листопада 1959 рокуООН.  https://zakon.rada.gov.ua/laws/show/995_384#Text
Про запобігання та протидію домашньому насильству: Закон України від 07.12.2017 № 2229-VIII https://zakon.rada.gov.ua/go/2229-19
Закон України «Про охорону дитинства». https://zakon.rada.gov.ua/laws/show/2402-14#n377
Закон України «Про фізичну культуру і спорт».
Закон України «Про  культуру». Відомості Верховної Ради України. 2011. № 24. Ст.168. Із змінами, внесеними згідно із законами України № 4731-VI від 17.05.2012, ВВР, 2013, № 15, ст.98  - № 1724-IX від 08.09.2021. URL:  https://zakon.rada.gov.ua/laws/main/2778-17#Text
Конвенція про права осіб з інвалідністю, Ратифікована Законом України № 1767-VI від 16.12.2009. Офіційний вісник України. 2010. № 17; № 101 (2009. Ст. 3496). С. 93. Ст. 799.  URL:  https://zakon.rada.gov.ua/laws/show/995_g71#Text
Закон України «Про основи соціальної захищеності осіб з інвалідністю в Україні».
Стратегія людського розвитку. Затверджена Указом Президента України від 2 червня 2021 року № 225/2021. Офіційний вісник України. 2021. № 45. С. 14. Ст. 2758. URL: https://zakon.rada.gov.ua/laws/show/225/2021#n11
Постанова Кабінету Міністрів України від 19 січня 2022 р. № 23 «Про утворення Державної служби України у справах дітей». URL: https://zakon.rada.gov.ua/laws/show/23-2022-п#Text .

## Навчальна та наукова література
Кудрявцева О. М. Конституційно-правові основи захисту прав дитини в Україні.. Київ : Арт Економі, 2015. 268 с. ISBN 978-966-8576-84-9
Основні міжнародні договори у галузі прав людини. Київ, Норма права, 2024. 220 с. ISBN 978-617-8306-04-5
Права людини в національному та європейському контекстах: підручник / Н. І. Петрецька та ін.; за заг. ред. Н. І. Петрецької, Ю. М. Бисаги.  Ужгород: Видавничий дім «Гельветика», 2018.  482 с.
Тертишник В. Конституція України. Науково-практичний коментар. Вид. 3-тє, доповн. і перероб. Київ: Алерта, 2024.  486 с. ISBN 978-617-566-844-3Тертишник В. М. Права і свободи людини: підручн. Київ: Алерта, 2022. 432 с. ISBN 978-617-566-725-5
Чижмарь К. І., Лавринович О. В. Конституція України. Науково-практичний коментар. Київ: Видавничий дім «Професіонал», 2021. 290 с.
Українська правнича енциклопедія / За заг. ред. В. М. Тертишника, Л. Р. Наливайко, А. Є. Фоменко, В. В. Ченцова. Київ: Алерта, 2023. С. 683. ISBN 978-617-566-754-5
Сироїд Т. Л., Фоміна Л. О. Міжнародне право прав людини: підручник. Київ: Юрінком Інтер,  2023. 564 с.
Дзера О. В., Боднар Т. В. Сімейний кодекс України. Науково-практичний коментар. . Київ: Юрінком Iнтер, 2020. 552 с.
Корнієнко М. В. Концептуальні основи протидії насильницьким злочинам щодо дітей: монографія. Одеса: ОДУВС, 2019 318 с.
Нікітіна-Дудікова Г. Криміналістична методика  розслідування кримінальних правопорушень проти статевої свободи та статевої недоторканності дітей: монографія. Вінниця: ТВОРИ, 2022. 624 с.
Волкова Н. В., Шкорупеєв Д. А. Судовий розгляд і виконання рішень у справах про стягнення аліментів: монографія. Одеса: Фенікс, 2022. 192 с.
Особливі порядки кримінального провадження: підручник [О. В. Капліна, О. І. Марочкін, М. І. Демура та ін.]; за ред. О. В. Капліної ; Нац. юрид. ун-т ім. Ярослава Мудрого.  Харків: Право, 2024. 366 с. ISBN 978 966 998-573-6  
Захист прав дітей в Україні з урахуванням міжнародних договорів з питань сімейного права. URL:   https://minjust.gov.ua/m/str_19188
Катерина Дробязко Як захистити права дитини в умовах воєнного стану. Юридична газета. 05 листопада 2022. URL:  https://yur-gazeta.com/dumka-eksperta/yak-zahistiti-prava-ditini-v-umovah-voennogo-stanu.html  